# 刘宏 (贵州大学)
刘宏（1971年—）贵州大学喀斯特环境与地质灾害防治重点实验室教授。主要研究研究领域为岩土体稳定。

## 生平
2006年曾获得中国民用航空总局科学技术一等奖。1993至2003年，先后取得兰州大学地质系学士、成都理工大学环境工程学院硕士、博士。2003年12月至今，在贵州大学任教。